# Área natural protegida Sierras de Belén
El Área Natural Protegida Sierras de Belén se encuentra en el departamento Belén, en la región oeste de la provincia de Catamarca, Argentina. Fue creada mediante Decreto Provincial 679 del año 2007.

## Superficie y ubicación
El área comprende una superficie de aproximadamente 49 000 hectáreas, ubicadas en el centro oeste del departamento Belén. El límite oeste del área protegida lo define el límite con el vecino departamento Tinogasta. El extremo noroeste es el cerro Alto del Volcán. Hacia el sur, el límite está dado por traza de la Cuesta de Zapata. Hacia el este, la reserva comprende los laterales de una serie de sierras y cordones que se extiende con dirección general norte-sur, aproximadamente a la altura del meridiano 67°11′ O. 
El centro virtual del área protegida se ubica aproximadamente en la posición 27°37′S 67°16′O / -27.617, -67.267, con alturas desde los 4905 m s. n. m., en el cerro Alto del Volcán, hasta 1500 m s. n. m., en la parte más baja de la Cuesta de Zapata.

## Ambientes, flora y fauna

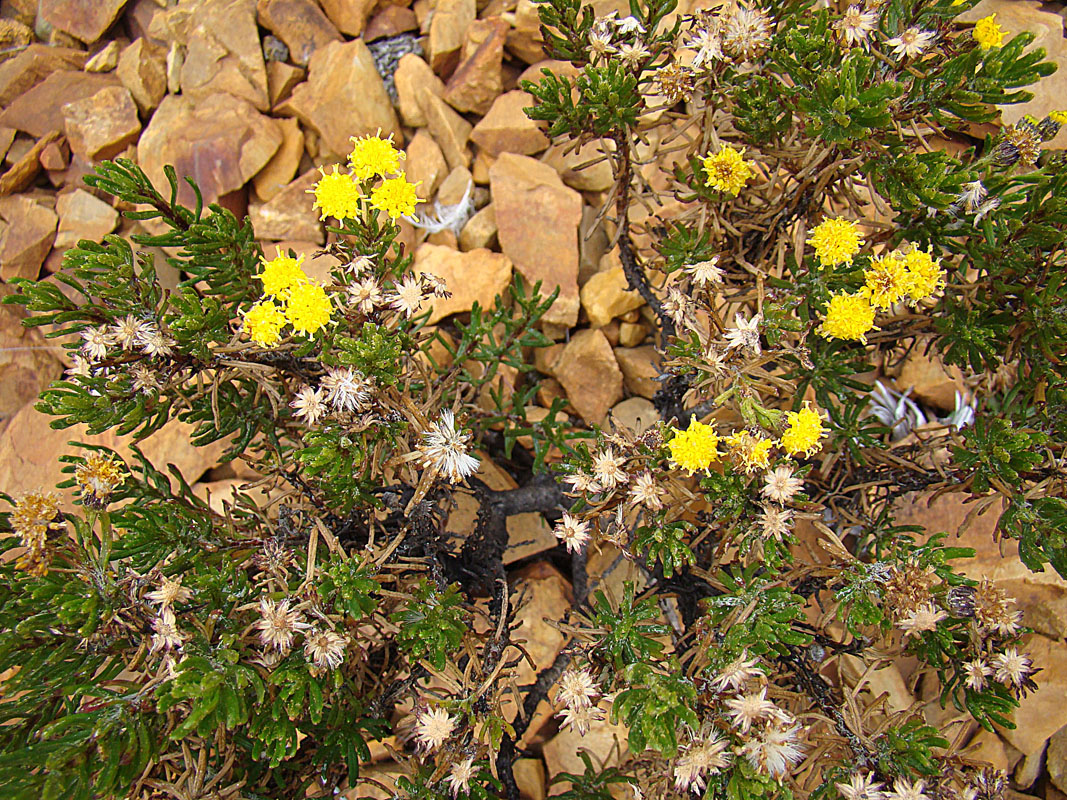
Tolas. Flora típica de la estepa arbustiva puneña.

El área constituye el espacio de vinculación o transición entre la región de la Sierras Pampeanas y la Puna. La reserva presenta cinco tipos de ambientes diferenciados:
- Estepa herbácea alto andina: Abarca la región oeste, por sobre los 3500 m s. n. m. La vegetación es escasa, básicamente compuesta por gramíneas. La fauna incluye vicuñas, zorros colorados y suris, entre otros-
- Estepa arbustiva puneña: Ubicaba en valles y cuencas, su flora consiste en tolas y en los sectores con cursos de agua o humedad superficial, cortaderas. Los chinchillones, los quirquinchos andinos y los aguiluchos, entre otros, forman parte de la fauna típica de este ambiente.
- Pastizales de Altura: Presente en la mayor parte de los cordones y sierras, especialmente en los sectores de pendientes mínimas. La vegetación consiste en pastizales donde habitan tarucas, algunos pumas y pequeñas aves como los yales. Ocasionalmente, se puede observar el vuelo de los cóndores.
- Bosque Serrano: Abarca el sector serrano cuya altura ronda los 1800 m s. n. m. y las quebradas u cauces de algunos cursos de agua. La flora es de mayor porte e incluye algarrobos negros, talas, viscotes, molles y arbustos menores como shinkis. La fauna incluye zorros grises y variedad de aves tales como loros o un tipo de zorzal entre otros.
- Prepuna: Ambiente presente en las laderas de mediana a gran altura y en amplios sectores de los cordones serranos. La vegetación incluye cactáceas tales como el cardón y "cojines" o chaguares. La fauna característica incluye guanacos, algunos cóndores y aves de menor tamaño como los loros barranqueros.

## Protección
El grado de protección del área resulta insuficiente. Varios años después de la promulgación del decreto de creación, hacia mediados de 2015, se comenzaron a formular acciones concretas tendientes al manejo, administración y preservación de la zona.